# Die Goldenen Blogger
Die Goldenen Blogger ist ein deutscher Social-Media-Preis. Er wird seit 2007 jährlich in mittlerweile 16 verschiedenen Kategorien vergeben.

## Beschreibung
Die undotierte Auszeichnung „Die Goldenen Blogger“ ist der älteste Social-Media-Preis Deutschlands. Gegründet wird er 2007 von den Ex-Journalisten und Unternehmensberatern Franziska Bluhm und Thomas Knüwer sowie dem Journalisten Daniel Fiene vergeben. Laut Deutschlandfunk Kultur ist der Preis „ein Gradmesser dafür, wohin sich Internetphänomene und soziale Medien bewegen“.
Der Preis wird jährlich im Rahmen einer Gala vergeben. Ausschlaggebend sind die Stimmen eines öffentlichen Online-Votings sowie die der Goldenen Blogger-Akademie, in der die Preisträger der Vorjahre aktiv sind. Die Entscheidung über die Sieger fällt erst während der Verleihung. Die Liste der Nominierten wird in der Regel im Dezember oder Januar veröffentlicht.
Bekannte Personen, die den Preis entgegennahmen, waren unter anderen Karl Lauterbach, Jan Josef Liefers, Barbara Schöneberger, Sascha Lobo, Dorothee Bär und Hazel Brugger.

## Preisverleihung

### 2024
(Quelle: )
- Blogger*in des Jahres: Tupoka Ogette
- Sonderpreis für die AFD-Recherche: Correctiv.org
- Sonderpreis für das Lebenswerk: Patricia Cammarata
- Song des Jahres: Bodo Wartke – Der dicke Dachdecker
- Celebrity: Judith Rakers für Homefarming
- Newcomer*in des Jahres: Zwei Seiten mit Christine Westermann & Mona Ameziane
- Finanzielle Bildung: Finanztip
- Gesellschaftliches Engagement: Keine Fake News
- Berufsbotschafter*in: Biohof Paulsen
- Podcast: Richard, wo erreiche ich Dich?
- Der Grüne Blogger für Umwelt & Nachhaltigkeit: Der Klimablog
- Mode & Lifestyle: Ben Bernschneider
- Nische / Thema: Ankerpunkte Blog
- Entertainment: Maria Clara Groppler und Phil Laude – Allmans um die Welt
- Food: Röststoff

### 2023
(Quelle: )
- Blogger*in ohne Blog: Carsten Maschmeyer
- Bester Newcomer: Tom Böttcher
- Hobby:Sandra Jägers (Grüne Liebe)
- Tagebuch: Große Köpfe (Anne-Luise Kitzerow-Manthey und Konstantin Manthey)
- Grüne*r Blogger*in: Robert Marc Lehmann
- Tiktok: Simon Meier-Vieracker (fussballinguist)
- Podcast: Sicherheitshalber (Ulrike Franke, Carlo Masala, Frank Sauer und Thomas Wiegold)
- Lokal: Weddingweiser
- Instagram: Couple on Tour
- Lebenswerk: Björn Harste (der Shopblogger), Stevan Paul
- Food: Ole Cordsen (Nimmersatt)
- Journalismus: Lohnt sich das?
- Profisportler*in: FC Viktoria Berlin
- Celebrity: Jörg Draeger (Geh aufs Ganze)
- Entertainment: Christinalalalada und Lars Hempel
- Newsletter: Bent Freiwalt (Das Leben des Brain)
- Nische: Anne-Kathrin Gerstlauer (Texthacks)
- Blogger*in des Jahres: Tara-Louise Wittwer und Aria Addams

### 2022
- Blogger*in des Jahres: Bob Blume – der Netzlehrer
- Newcomer*in des Jahres: „Stadtschreiberin Odessa“ – Ira Peter
- Bester Einzelbeitrag: Rezo – „Zerstörung: Finale – Korruption“
- Bestes Nischen-/Themenblog: Comic-Denkblase
- Newsletter des Jahres: Cool genug
- Podcast des Jahres: Being Timo Schultz
- Instagrammerin des Jahres: Learn learning with Caroline
- Twitter-Account des Jahres: Karl Lauterbach
- TikToker des Jahres: Herr Anwalt
- Bester Social-Media-Auftritt einer Celebrity: Marijke Amado auf Instagram
- Flauscher*in des Jahres: Lisa Kestel auf Instagram
- Berufsbotschafterin des Jahres: Chiara Monteton – Dachdeckerin Chiara
- Politische Digitalkommunikation: Aminata Touré auf Instagram
- Bürgerschaftliches Engagement: Hass Melden
- Langstrecke: Anke Gröner

### 2021
- Blogger*in des Jahres: Teresa Bücker
- Sonderpreise: maiLab und NDR Coronavirus-Update
- Newcomer*in des Jahres: RosaMag
- Bester Einzelbeitrag (Text, Audio, Video): Joachim Leitenmeier mit „Ich bin ja kein Rassist, aber halt schon“, Ludger Wess mit „Wir brauchen die Kartoffelwende“ und Minh Thu Tran und Vanessa Vu mit „Hamburg 1980 – Als der rechte Terror wieder aufflammte“
- Beste(r) Blogger*in ohne Blog: Joko und Klaas für ihre „15 Minuten“ bei ProSieben
- Bestes Nischen- oder Themenblog: Wirtschaft in Afrika
- Bester Podcast: Geschichten aus der Geschichte
- Bester Instagram-Account: Museum of Deutschland
- Bester Twitter-Account: DB Cargo
- Bester TikTok-Account: Elisa Valerie
- Bester Social-Media-Account einer Celebrity: Die Maus auf Instagram
- Bestes Wissenschaftsblog: Methodisch Inkorrekt!
- Beste(r) neue(r) Medienmacher*in: Sportfrauen.net
- Beste(r) Lockdown-Tröster*in: Discovery Panel und ihr Quarantäne-Qast
- Beste(r) Berufsbotschafter*in: 5_sprechwunsch
- Beste Comedy: Hazel Brugger
- Bestes Politik-Blog: Hinterzimmer-Politik

### 2019 (Vergabe 2020)
- Bester Instagram-Account: Der Businesslion
- Bestes Kulturblog: Die Groschenphilosophin
- Bester Twitter-Account: erzaehlmirnix
- Bestes Talent auf TikTok: Tagesschau
- Newcomer*in des Jahres: Ruprecht Polenz
- Bestes Sportblog: FRÜF – Frauen reden über Fußball
- Bestes Themen- und Nischenblog: Alzheimer und wir
- Blogger*in mit Buch: Franzi von Kempis mit „Anleitung zum Widerspruch“
- Bestes Food- und Weinblog: Bacon zum Steak und Sternefresser
- Bester Podcast: Wochendämmerung mit Katrin Rönicke & Holger Klein
- Bestes WTF-Blog: Bibliothek der Träume und Helikopter Hysterie ZWO
- Beste*r neue*r Medienmacher*in: Maria Lorenz & Nilz Bokelberg
- Bester Social-Media-Account einer Celebrity: Fiete Gastro – der auch kulinarische Podcast mit Tim Mälzer und Sebastian Merget
- Bestes Medizinblog: Schwesterfraudoktor
- Bestes Wirtschaftsblog: finanz-szene.de
- Blogger*in ohne Blog: Dorothee Bär
- Beste*r Flauscher*in: Theresa liebt
- Sonderpreis fürs Lebenswerk: Sascha Lobo
- Blogger*in des Jahres: Volksverpetzer

Quelle:

### 2018 (Vergabe 2019)
- Blogger*in des Jahres: Jasmin Schreiber für Sterben üben
- Newcomer*in des Jahres: Not just Down
- Bester Blogtext des Jahres: Juramama: Raus meinem Uterus – der §219a und seine Freunde
- Blogger*in ohne Blog: Milena Glimbovski (Zero-Waste-Aktivistin)
- Blocker*in des Jahres: Die Bundeswehr für ihr Auftreten bei der re:publica 2018
- Bestes Food- & Weinblog des Jahres: Ye Olde Kitchen
- Beste Tagebuchblog des Jahres: Frau Nessy und die  Russische Provinz
- Bestes Sportblog des Jahres: 120 Minuten
- Bestes Nachhaltigkeitsblog des Jahres: Wasteland Rebel
- Bestes Themen-  & Nischen-Blog des Jahres: Augen Geradeaus
- Bestes Heimatblog des Jahres: Hofhuhn
- Bester Podcast des Jahres: Gästeliste Geisterbahn
- Bester Instagram-Account des Jahres: Die News-WG
- Bester Twitter-Account des Jahres: Natalie Grams
- Bester Hashtag des Jahres: #wirsindmehr
- Beste Social-Media-Präsenz einer Celebrity: Dieter Bohlen auf Instagram, Jan Josef Liefers auf Instagram und Barbara Schöneberger im eigenen Webradio
- Markenbotschafter*in des Jahres: Vreni Frost
- Sonderpreis: Robert Basic

### 2017 (Vergabe 2018)
- Blogger des Jahres: Marie Sophie Hingst für „Read on my Dear. Read on.“ Der Preis wurde ihr 2019 aberkannt.[9]
- Newcomer des Jahres: Gavin Karlmeier für „Wir reden“
- Blogtext des Jahres: Notaufnahmeschwester für „Ihr Lappen!“
- Blogger ohne Blog: Mathias Döpfner (CEO Axel Springer) für seine Fähigkeit, Debatten anzustoßen
- Blocker des Jahres: Christian Lindner (FDP) für seine Blockade der Jamaika-Koalition
- Food- & Wein-Blog des Jahres: Lukas Diestel & Jonathan Löffelbein für „Worst of Chefkoch“
- Tagebuch-Blogger des Jahres: Inés Gutiérrez (Frau Kaltmamsell) für „Vorspeisenplatte“
- Podcast des Jahres: Philip Banse & UIf Buermeyer für „Lage der Nation“
- Snapchat- & Instagram-Stories des Jahres: Sophie Passmann
- Instagram-Account des Jahres: Staatsoper Berlin
- Twitter-Account des Jahres: Norman für „@DeinTherapeut“
- DIY-Blogger des Jahres: Jennifer Kosche für „KuneCoco“
- Nischen-Blogger des Jahres: Juna Grossmann für „Irgendwie jüdisch“
- Wirtschafts-Blogger des Jahres: Jochen Mai für „Karrierebibel“  und das Team der „Online Marketing Rockstars“
- Markenbotschafter des Jahres: Mathias Winks (MC Winkel)
- Social-Media-Sportler des Jahres: Mats Hummels (FC Bayern München)
- Blogger mit Engagement des Jahres: Der Kinderdoc
- Blogger aus dem Ausland über Deutschland des Jahres: Rick Noack von der Washington Post für seine Facebook-Messenger-Aktivitäten
- Sonderpreis: Richard Gutjahr

### 2016 (Vergabe 2017)
- Blogger des Jahres: Mimikama
- Blogtext: Torsten „Pixelaffe“ Schmitt für „#1000Gummibears – einfach helfen“
- Newcomer: Kreuzberg-hilft.com
- Blogger ohne Blog: Dunja Hayali
- Blogger mit Blog und mit Newsletter: Johannes Klingebeil
- Blocker: Das Landgericht Hamburg für sein Urteil in Sachen Linkhaftung
- Flauscher: Juli von Heimatpott (Snapchat-Flausch!)
- Politikblog: Florian Eder für den Politico-Newsletter
- Food&Wein: Freiknuspern
- Lifestyle: sneaker-zimmer.de
- Livestream: Jan Böhmermann für seine Redaktionskonferenz
- Fakenachricht: Stefan Niggemeier vor dem Trump-Tower
- Techblog: Techniktagebuch
- Mama/Papa/Eltern: Wochenendrebell.de
- Corporate-Blog: GLS Bank
- Snapchat: Heimatpott
- Twitter: Die Twitter-Accounts der Polizei Berlin und München
- Instagrammer: Schafzwitschern

### 2015 (Vergabe 2016)
- Sonderpreis der Jury: Das Lebenswerk: Die Gründer der re:publica
- Beste Blogger des Jahres: Blogger für Flüchtlinge, Johannes Korten, Mimikama.at und Sascha Pallenberg
- Beste Newcomer: Jojo Buddenbohm
- Beste Blogger ohne Blog: Barbara
- Bremsklötze des Jahres: Günther Oettinger, Die dt. HipHop-Szene vs #ichhabpolizei und Bento.de
- Beste Politik-Blogs: Der Postillon
- Beste Berlin-Blogs: notesofberlin.com
- Beste Food- & Weinblogs: langenfeldisst
- Beste Medienblogs: Perlen des Lokaljournalismus
- Beste Tagebuch-Blogs: kaiserinnenreich.de
- Beste Podcasts / Streams: Paul Ronzheimers Flüchtlings-Reportagen auf Periscope
- Beste Snapchatter: Richard Gutjahr
- Beste Twitter-Accounts: Renate Bergmann
- Beste Instagram-Accounts: Tokography
- Beste Fashion- & Lifestyle-Blogs: Museumlifestyle
- Beste Fachblogs: onlinemarketingrockstars
- Beste Blogger ohne Blog aber mit Newsletter: Lorenz Maroldt
- Beste Bücher von Bloggern: Patricia Camarata mit „Sehr gerne, Mama, du Arschbombe“
- Beste Video-Blogs: Prenzlschwäbin

### 2014 (Vergabe 2015)
- Bester Blogger des Jahres: Isabel Bogdan und Maximilian Buddenbohm für Was Machen Die Da?
- Lebenswerk (Jurypreis): Jessica Weiß für ihre Verdienste um das Modebloggen bei Les Mads und Journelles
- Bester Newcomer des Jahres: Mareice Kaiser mit Kaiserinnenreich
- Bester Blogger ohne Blog: Manuel Neuer
- Sterbefall 2014: Die Kommentarfunktion bei sueddeutsche.de
- Bestes Tech-Blog des Jahres: iPhoneBlog.de
- Bestes Satire-Blog des Jahres: Der Postillon
- Bestes Food- & Weinblog des Jahres: Sternefresser
- Bestes Sportblog des Jahres: Mein Schweinehund und ich
- Bestes Tagebuch-Blog des Jahres: Frau Nuf
- Bester Podcast des Jahres: Medien-KuH
- Bestes Lokalblog des Jahres: Hamburg Mittendrin
- Bester Twitter-Account des Jahres: janboehm
- Bester Instagram-Account des Jahres: @aufgetaucht
- Bester nichtgenutzter Messenger des Jahres: ICQ

### 2013
- Sonderpreis: Wolfgang Herrndorf (Arbeit und Struktur)
- Lebenswerk: Udo Vetter (lawblog.de)
- Bester Blogger des Jahres: Der Postillon
- Bester Newcomer: Agrarblogger
- Bester Blogger ohne Blog: Edward Snowden
- Bestes Geek-Blog: ZDFtivi Hyperland
- Sterbefall 2013: NRW-Forum
- Bestes Food- & Weinblog: KochDichTürkisch
- Bestes Sportblog: Trainer Baade
- Bestes Tagebuch-Blog: Demenz für Anfänger
- Schönster Foursquare-Ort: Lehrerbalkon
- Bester Twitter-Account: 9nov38
- Bester Instagram-Account: Richkidsofinstagram
- Beste Silicon Valley WG: Die Axel Springer WG
- Unterschätztes soziales Netzwerk: Foursquare
- Bestes Startup-Blog: Netzwertig
- Bester Podcast / Stream: WRINT (Holger Klein)

### 2012
- Lebenswerk: Markus Beckedahl (netzpolitik.org)
- Blogger des Jahres: Antje Schrupp
- Bestes Mode & Lifestyle-Blog:Texterella
- Newcomer des Jahres: Quergedachtes
- Bestes Food- & Wein-Blog: Culinarypixel
- Bestes Sportblog: Spielverlagerung
- Bestes Wirtschaft- & Finanzen-Blog: Die wunderbare Welt der Wirtschaft
- Bester Blogger ohne Blog: Gernot Hassknecht
- Bestes Geek-Blog: Mobile Geeks
- Bestes Tagebuch-Blog: Heimatpottential
- Bestes Mikroblog (Twitter, Instagram, Tumblr & Co.): DasNuf
- Digitaler Botschafter: Boris Becker